# Lê Đình Cúc
Lê Đình Cúc (1922 – 2014)  là một sĩ quan cấp cao trong Quân đội nhân dân Việt Nam, hàm Thiếu tướng, nguyên Chánh Văn phòng Bộ Tổng Tham mưu

## Thân thế, sự nghiệp
- Ông sinh năm 1922 tại Xã Hương Phong, huyện Hương Trà, tỉnh Thừa Thiên – Huế
- Ông là đảng viên Đảng Cộng sản Việt Nam và là Cán bộ hoạt động Cách mạng Tiền khởi nghĩa

Năm 2014, ông từ trần tại TP.Hồ Chí Minh

## Khen thưởng
- Huân chương Quân công hạng Nhì
- Huân chương Chiến công hạng Nhì
- Huân chương Chiến thắng hạng Nhì
- Huân chương Kháng chiến chống Mỹ cứu nước hạng Nhất
- Huân chương Chiến sĩ vẻ vang (hạng Nhất, Nhì, Ba)
- Huy chương Quân kỳ quyết thắng
- Huy hiệu 65 năm tuổi Đảng